# Through the Ages
Through the Ages, dont le titre francisé complet est Through the Ages : l'histoire vous appartient (souvent désigné dans la communauté des joueurs par le simple sigle « TTA »), est un jeu de société créé par Vlaada Chvatil et publié par Czech Games Edition en 2006. Ce jeu s'est imposé au fil du temps comme un grand classique du jeu de civilisation. Une partie dure entre 2h30 et 5h selon le nombre de joueurs (de 2 à 4) et leur connaissance du jeu.
En 2015, le jeu est réédité dans une version améliorée ; les illustrations sont intégralement refaites et certains mécanismes du jeu ont été subtilement ajustés, certaines cartes rééquilibrées.
En septembre 2017, paraît une adaptation numérique pour smartphones (Android et iPhone). En mars 2018, cette version du jeu est portée sur la plateforme de jeu Steam.

## Principe général
Les joueurs doivent mener leur tribu vers le rayonnement culturel de la plus prestigieuse civilisation, de l’Antiquité à nos jours ; économie équilibrée, leaders charismatiques, développement scientifique, merveilles architecturales, force militaire, satisfaction de la population... 
Through the Ages est un jeu de civilisation qui a la particularité innovante de se baser sur une gestion de main de cartes plus que sur l'occupation tactique et stratégique de territoires. L'évacuation de la dimension géographique réduit drastiquement la durée propre à ce genre de jeu et crée une interaction guerrière accrue entre joueurs.

## Règle du jeu

### But du jeu
Le vainqueur est le joueur dont la civilisation a atteint le plus haut rayonnement, c'est-à-dire le plus haut niveau de points de culture au terme du troisième Âge.

### Matériel
- 1 plateau de frise du temps (pour accueillir la rangée de cartes)
- 1 plateau de niveau de culture
- 1 plateau de niveau de science
- 1 plateau de niveau de force militaire
- 1 plateau de pioche pour l'âge actuel
- 4 plateaux individuels de joueurs
- 179 cartes civiles
- 150 cartes militaires
- 250 cubes en plastiques (en 4 couleurs)
- 28 marqueurs en bois (en 4 couleurs)
- 1 planche d'autocollants (pour les marqueurs)
- 4 aides de jeu
- 1 livret de règles
- 1 manuel d'introduction au jeu

## Récompenses & Nominations
- 2007
  - International Gamers Awards, Meilleur jeu de stratégie (multijoueur)[1]
  - Golden Geek Award, Nommé pour la catégorie : Meilleur jeu de société[2]
- 2008
  - Golden Geek Award, Nommé pour la catégorie : Meilleur jeu de société[3]
  - Golden Geek Award, Nommé pour la catégorie : Meilleur jeu de cartes[4]
- 2010
  - Gra Roku, Jeu de l'année[5]
  - Tico, Jeu de l'année[6]
- 2011
  - Tric Trac d'or, 6ème place[7]
  - Lys Passioné, Finaliste[8]
- 2017
  - Golden Geek Award, Meilleure application de jeu de société[9]
  - Golden Geek Award, Meilleure adaptation mobile de jeu de société[10]
  - Stately Play, Jeu préféré des lecteurs[11]
  - Pocket Tactics, Choix des lecteurs, Jeu de l'année
  - Pocket Tactics, Jeu de cartes de l'année
  - Pocket Tactics, Jeu de l'année (multijoueur)
  - Pixelated Cardboard, Jeu de l'année[12]